# Rendez-Vous
Rendez-Vous — пятый студийный альбом Жана-Мишеля Жарра, вышедший в 1986 году. По всему миру было продано около 3-х миллионов копий альбома. Из всех альбомов Жарра этот находился дольше всего в чартах США (20 недель) и Великобритании (38 недель).

## Об альбоме
В 1985 году музыкальный директор концертного зала Гранд Опера в американском г. Хьюстон (штат Техас) позвонил Жану-Мишелю Жарру и предложил устроить что-нибудь эдакое грандиозное, в связи с празднованиями одновременно 150-летия штата Техас, 150-летия города Хьюстон и 25-летия американской космической ассоциации NASA. Жан Мишель Жарр, чьи представления о Техасе ограничивались голливудскими фильмами о ковбоях, приехал в Хьюстон, чтобы осмотреться и был поражён центральной частью города с его небоскрёбным ландшафтом. Тогда-то у него и зародилась идея дать концерт под открытым небом на фоне ультра-урбанистического пейзажа.
Благодаря участию в этой программе NASA у Жарра появилась возможность встретиться со своим другом астронавтом Брюсом МакКандлессом, а тот познакомил музыканта со своим компаньоном по очередному полёту в космос астронавтом Рональдом МакНейром. Чернокожий Рон, помимо докторской степени по физике и чёрного пояса по каратэ, был также джазовым саксофонистом. Музыкант быстро подружился с музыкантом, и у них родилась идея. Жан Мишель решил написать композицию, в которой Рон сыграл бы на саксофоне не где-нибудь, а в космосе. МакНейр как раз готовился к полёту на шаттле «Челленджер», где и запланировали снять его игру на саксофоне на видео, которое во время намеченного праздничного концерта в Хьюстоне планировалось проецировать на гигантский экран, вывешенный на стене какого-нибудь небоскрёба. Если б затея удалась, это был бы первый случай записи музыки в космосе. (До этого в космосе исполнялась только рождественская «Jingle Bells» на губной гармонике Hohner экипажем американского корабля Джемини-6.)
Готовясь к этому концерту, Жан Мишель Жарр и сочинил свой новый альбом Rendez-Vous. Его музыка предназначалась для исполнения в Хьюстоне, а на следующий день после концерта был запланирован выпуск в продажу пластинки. В процессе работы над альбомом и подготовки к концерту Жарр и МакНейр регулярно поддерживали контакт друг с другом, иногда — вживую, иногда — по телефону. Незадолго перед полётом Рон Макнейр разучил соло на саксофоне. 28 января 1986 года Рон позвонил Мишелю в последний раз: «…Все в порядке. Увидимся через неделю. Смотри по телевизору как я взлечу!» В тот день весь мир стал свидетелем катастрофы. На 73-й секунде полета космический корабль «Челленджер» взорвался на глазах у миллионов американских телезрителей, унеся с собой жизни семерых человек.
Потрясенный случившимся Жарр решил было отменить свой концерт, но его уговорили астронавты NASA. Лично Брюс МакКандлесс позвонил ему и попросил не отменять выступления, объяснив что концерт должен состояться, теперь уже как дань уважения погибшим астронавтам.
Некоторые композиции альбома уже существовали ранее. Так, например, Rendez-vous 2 вышла в 1975 году в виде песни «La Belle & La Bete», исполненной Жераром Ленорманом. А композиция «3rd Rendez-vous» написана в 1973 году в виде саундтрека к фильму «Сожжённые риги» и называлась тогда Le Juge. Через 2 года появляется песня «La Mort du Cygne» в исполнении того же Жерара Ленормана. А «5th Rendez-vous  pt.3» была написана ещё в 1983 году, и входила в альбом Music for Supermarkets.
«Last Rendez-Vous» — последний трек в этом альбоме — и должен был стать первой музыкальной композицией, исполненной и записанной в космосе. В альбоме за астронавта сыграл саксофонист Пьер Госсе.
На композицию «Rendez-vous 4» снимается видео, где показан старт самого «Челленджера», а также впервые был представлен синтезатор с подсветкой LAG, сконструированный Мишелем «LAG» Шаварриа и концерном LAG Innovart.
В композиции «5th Rendez-Vous» «отметился» сын композитора Давид.
На концертах в Хьюстоне и Лионе партию Рона Макнэра исполняет Керк Вэлем.

## Список композиций
1. First Rendez-Vous — 2:54
2. Second Rendez-Vous — 10:55
3. Third Rendez-Vous — 3:30
4. Fourth Rendez-Vous — 3:57
5. Fifth Rendez-Vous — 7:41
6. Last Rendez-Vous (Ron’s Piece) — 6:04

## Музыканты, принимавшие участие в записи
- Жан-Мишель Жарр — клавишные, синтезаторы, лазерная арфа (2,3);
- Доминик Перрье — синтезаторы;
- Мишель Гейсс — синтезаторы;
- Сильвен Дюран — синтезаторы;
- Джо Хаммер — drumulator, перкуссия;
- Давид Жарр — baby korg (5);
- Хор радио Франции — хор (2).

Записано на Croissy — studio в 1985—1986 годах. Звукорежиссёры — Дени Ванзетто (1-3, 4-6), Клод Эрмелен (4), Мишель Гейсс (4).